# اتحادیه ملی ضد زنده‌شکافی
اتحادیه ملی ضد زنده‌شکافی (به انگلیسی: National Anti-Vivisection Alliance) (به اختصار NAVA) یک تشکیلات بریتانیایی منسجم به منظور حمایت از حقوق حیوانات و جلوگیری از زنده‌شکافی آن‌ها در تحقیقات پزشکی و داروسازی می‌باشد.
این تشکیلات به سال ۲۰۱۰ پی ریزی شد و به فعالیت در مسائلی مانند آموزش، اعتراض ضد زنده‌شکافی، لابی گری سیاسی و تحقیقات در جهت حذف و ممانعت از آزمایش روی حیوانات می‌پردازد.

## تحقیقات
NAVA تحقیقات گسترده‌ای در زمینه مطالعات حیوانی و پرورش حیوانات بدین منظور انجام داده است. در سال ۲۰۱۰ گزارش محرمانه‌ای از قاچاق میمون‌ها از کارائیب جهت استفاده عمده در آزمایشگاه‌های آمریکا منتشرد شد و در این مورد سازمان حمایت از رفاه حیوانات آمریکا توانست دست کم ۱۳ مورد از مصادیق نقض آشکار حقوق حیوانات را گزارش نماید.
در سال ۲۰۱۰ گزارشی تحت عنوان به تولد برای مرگ در مورد پرورش بیگل‌ها که نوعی نژاد سگ می‌باشد، جهت آزمایش در لابراتورهای مارلان منتشر شد. این لابراتو، برای دیگر آزمایشگاه‌ها حیوان تأمین می‌کند. یافته‌های این گزارش توسط یکی از اعضای NAVA و به صورت مخفیانه تهیه شده بود. او عنوان کرده‌است که سگ‌ها در محل بسیار کثیف و مشمئزکننده که آغشته به ادرار و مدفوعشان بود نگهداری می شدند و بر پوست آن‌ها آثار ضرب و شتم با چماق مشهود بود. وی می گوید:
یکی از پرسنل آنجا به سمت آغل سگ‌ها رفت، یکی از آن‌ها را از زانو بلند کرد و نگه داشت و وقتی که حیوان تقلا می‌کرد تا خود را نجات دهد، او را با لگد می زد و از گلو بلند می‌کرد و می گفت: هنوزم می خوای تقلا کنی؟ 

## مسئله بحث‌برانگیز مزرعه پرورش بیگل‌ها
B&K یک کمپانی پرورش دهنده حیوانات در انگلستان برای اهداف تحقیقاتی است. در سال ۲۰۱۰ این کمپانی درخواستی را مبنی برگرفتن مکانی بزرگ جهت پرورش سگها و فروش آن‌ها به لابراتوارها برای زنده‌شکافی به انجمن یورکشایر ارائه کرد که پس از آن گروه ائتلافی شامل اتحادیه ملی ضد اتحادیه ملی ضد زنده‌شکافی (NAVA)، اتحادیه بریتانیایی الغای زنده‌شکافی (BUAV) و جامعه ملی ضد زنده‌شکافی (NAVS) معترضان را در یورکشایر شرقی برای مخالفت با درخواست کمپانی B&K دور هم جمع کرد. این موج اعتراض سراسر کشور را فرا گرفت تا اینکه در ۱۶ جوئن ۲۰۱۱ مشخص شد که انجمن یورکشایر، با اکثریت آراء این درخواست را رد کرده‌است.
در آگوست ۲۰۱۱ کمپانی مزبور عنوان کرد که قصد دارد مکانی را در منطقه بریستول برای پرورش سگها اجاره کند، که اینبار نیز به منظور اعتراض و مخالفت با وجود چنین مکانی و با حمایت گروههای یاد شده طوماری به امضای بیش از ۲۸۰۰۰ نفر در سراسر کشور رسید.

## مبارزه علیه زنده‌شکافی حیوانات
در سپتامبر ۲۰۱۱، NAVA تماسهای بسیار زیادی را با دولت بریتانیا برقرار کرد و دولت را برای تعهد به کاهش استفاده از حیوانات در لابراتورهای کشور، تحت فشار قرار داد. طرفداران NAVA تظاهراتی را برای شروع مبارزه در خیابان داونینگ (خیابانی که پارلمان انگلستان در آن قرار دارد) بر پا کردند. تظاهر کنندگان در حالی که پرچمهایی ارغوانی رنگ (رنگ ارغوانی نماد مبارزه با زنده‌شکافی می‌باشد) حمل می‌کردند به سمت پارلمان رفتند و نامه اعتراض‌آمیز خود را به نخست وزیر بریتانیا دیوید کامرون تحویل دادند. ، 